# سیدی‌شهر
سیدی‌شهر (به ترکی استانبولی: Seydişehir) شهری است در کشور ترکیه که در استان قونیه واقع شده‌است. جمعیت این شهر بر اساس سرشماری سال ۲۰۰۸ میلادی ۳۸٬۴۸۷ نفر و بر اساس برآوردهای سال ۲۰۰۹ میلادی ۳۹٬۲۱۱ نفر می‌باشد.